# گالوویچی
گالوویچی (به صربی: Galovići) یک منطقهٔ مسکونی در صربستان است که در کوسیریچ واقع شده‌است. گالوویچی ۲۶۳ نفر جمعیت دارد.